# Почётные члены Российской академии образования
Полный список почётных членов Российской академии образования:
1. Богоявленская Диана Борисовна (род. 1932) (*2007) — психолог
2. Гладков, Григорий Васильевич (род. 1953) (*2005) — композитор
3. Калина, Исаак Иосифович (род. 1950) (*2023) — государственный деятель
4. Кирилл (патриарх Московский) (род. 1946) (*2009) — иерарх РПЦ
5. Месяц, Геннадий Андреевич (род. 1936) (*2004) — физик
6. Рачевский, Ефим Лазаревич (род. 1949) (*2023) — педагог
7. Садовничий, Виктор Антонович (род. 1939) (*2001) — математик
8. Сайбединов, Шайдула Геляджейтинович (род. 1957) (*2023) — педагог
9. Симонов, Юрий Павлович (род. 1951) (*2023) — историк
10. Степашин, Сергей Вадимович (род. 1952) (*2023) — государственный деятель
11. Фёдоров, Николай Васильевич (род. 1958) (*2007) — государственный деятель
12. Алфёров, Жорес Иванович (1930—2019) (*2001) — физик
13. Анцыферова, Людмила Ивановна (1924—2013) (*1996) — психолог
14. Белоцерковский, Олег Михайлович (1925—2015) (*2006) — математик и механик
15. Бутиков, Георгий Петрович (1925—2002) (*1999) — культуролог
16. Гуревич, Константин Маркович (1906—2007) (*1995) — психолог
17. Дробицкий, Эдуард Николаевич (1941—2007) (*2007) — художник
18. Журавлёв, Юрий Иванович (1935—2022) (*2005) — математик
19. Колесников, Пётр Андреевич (1907—1996) (*1995) — историк
20. Лихачёв, Дмитрий Сергеевич (1906—1999) (*1993) — литературовед
21. Марчук, Гурий Иванович (1925—2013) (*2006) — математик
22. Пальцев, Михаил Александрович (1949—2025) (*2006) — патологоанатом
23. Покровский, Валентин Иванович (1929—2020) (*2004) — эпидемиолог-инфекционист
24. Пономарёв, Яков Александрович (1920—1997) (*1995) — психолог
25. Примаков, Евгений Максимович (1929—2015) (*2005) — государственный деятель
26. Ростропович, Мстислав Леопольдович (1927—2007) (*2000) — виолончелист
27. Церетели, Зураб Константинович (1934—2025) (*2004) — скульптор
28. Ярошевский, Михаил Григорьевич (1915—2001) (*1993) — психолог